# 岑港大桥
岑港大桥是浙江省舟山市舟山大陆连岛工程的第一座跨海大桥，大桥跨越岑港水道，连接岑港和里钓岛。大桥长793米，桥面宽22.5米，双向四车道，通航等级为300吨级，通航净高17.5米，通航净宽80米。1999年9月开工建设，2006年1月1日正式通车。